# Amylocystis unicolor
Amylocystis unicolor är en svampart som beskrevs av T. Hatt. 2003. Amylocystis unicolor ingår i släktet Amylocystis och familjen Fomitopsidaceae.   Inga underarter finns listade i Catalogue of Life.